# آنری بونفوا
آنری بونفوا (فرانسوی: Henri Bonnefoy‎; ۱۷ اکتبر ۱۸۸۷ – ۹ اوت ۱۹۱۴) ورزشکار ورزش تیراندازی اهل فرانسه بود.
وی در مسابقات کشوری و بین‌المللی در مجموع برندهٔ ۱ مدال برنز شده‌است.